# World Series of Poker 1973
 (juillet 2025).
La mise en forme du texte ne suit pas les recommandations de Wikipédia : il faut le « wikifier ».
Les points d'amélioration suivants sont les cas les plus fréquents. Le détail des points à revoir est peut-être précisé sur la page de discussion.
- Les titres sont pré-formatés par le logiciel. Ils ne sont ni en capitales, ni en gras.
- Le texte ne doit pas être écrit en capitales (les noms de famille non plus), ni en gras, ni en italique, ni en « petit »…
- Le gras n'est utilisé que pour surligner le titre de l'article dans l'introduction, une seule fois.
- L'italique est rarement utilisé : mots en langue étrangère, titres d'œuvres, noms de bateaux, etc.
- Les citations ne sont pas en italique mais en corps de texte normal. Elles sont entourées par des guillemets français : « et ».
- Les listes à puces sont à éviter, des paragraphes rédigés étant largement préférés. Les tableaux sont à réserver à la présentation de données structurées (résultats, etc.).
- Les appels de note de bas de page (petits chiffres en exposant, introduits par l'outil «  Source ») sont à placer entre la fin de phrase et le point final[comme ça].
- Les liens internes (vers d'autres articles de Wikipédia) sont à choisir avec parcimonie. Créez des liens vers des articles approfondissant le sujet. Les termes génériques sans rapport avec le sujet sont à éviter, ainsi que les répétitions de liens vers un même terme.
- Les liens externes sont à placer uniquement dans une section « Liens externes », à la fin de l'article. Ces liens sont à choisir avec parcimonie suivant les règles définies. Si un lien sert de source à l'article, son insertion dans le texte est à faire par les notes de bas de page.
- La présentation des références doit suivre les conventions bibliographiques. Il est recommandé d'utiliser les modèles {{Ouvrage}}, {{Chapitre}}, {{Article}}, {{Lien web}} et/ou {{Bibliographie}}. Le mode d'édition visuel peut mettre en forme automatiquement les références.
- Insérer une infobox (cadre d'informations à droite) n'est pas obligatoire pour parachever la mise en page.

Pour une aide détaillée, merci de consulter Aide:Wikification.
Si vous pensez que ces points ont été résolus, vous pouvez retirer ce bandeau et améliorer la mise en forme d'un autre article.
Résultats des World Series of Poker 1973.

## Résultats
| Tournoi                    | Vainqueur              | Prix    | Finaliste   |
| -------------------------- | ---------------------- | ------- | ----------- |
| $1,000 Seven Card Razz     | Sam Angel              | $32,000 | Unknown     |
| $3,000 Deuce to Seven Draw | Aubrey Day             | $16,500 | Unknown     |
| $1,000 No Limit Hold'em    | Walter "Puggy" Pearson | $17,000 | Unknown     |
| $4,000 Seven-Card Stud     | Walter "Puggy" Pearson | $32,000 | Eric Drache |
| $3,000 Deuce to Seven Draw | Jack Straus            | $16,500 | Unknown     |
| Limit Ace to Five Draw     | Joe Bernstein          | $21,000 | Unknown     |
| Five Card Stud             | Bill Boyd              | $10,000 | Unknown     |

## Table Finale du Main Event
| Place | Nom                    | Prix     |
| ----- | ---------------------- | -------- |
| 1er   | Walter "Puggy" Pearson | $130,000 |
| 2e    | Johnny Moss            | None     |
| 3e    | Jack Straus            | None     |
| 4e    | Bobby Brazil           | None     |
| 5e    | Bob Hooks              | None     |
| 6e    | Brian "Sailor" Roberts | None     |